# 破嘴合唱團
破嘴合唱團（英語：Smash Mouth），美國搖滾樂團，1994年在加州聖荷西成立。最初由史蒂夫·哈維爾（主唱）、Kevin Coleman（爵士鼓）、格雷格·坎普（吉他）和保羅·德·萊斯勒（貝斯）組成。樂團最為知名的歌曲有〈Walkin' on the Sun〉（1997年）、〈All Star〉（1999年）、以及翻唱自頑童合唱團的〈I'm a Believer〉（2001年），後兩者被用於動畫電影《史瑞克》的原聲帶中。
樂團採用了幾十年流行音樂的複古風格，此外他們也翻唱了不少名曲，包括戰爭樂團的〈Why Can't We Be Friends?〉、頭腦簡單樂團的〈Don't You (Forget About Me)〉、? and the Mysterians的〈Can't Get Enough of You Baby〉、披頭四樂團的〈Getting Better〉以及迪士尼動畫電影《森林王子》中的〈I Wan'na Be Like You〉。

## 成員
| - 保羅·德·萊斯勒 –貝斯、背景和聲 (1994–現在) - Randy Cooke – 鼓、打擊樂器 (2010–2011、2011–2012、2016–現在) - Michael Klooster – 鍵盤、編程、背景和聲 (1997–現在) - Sam Eigen – 吉他、背景和聲 (2016–現在) | - Zach Goode – 主唱 (2021-2022、2022–現在) - 史蒂夫·哈維爾 – 主唱、鋼琴、鍵盤 (1994–2021；2023年逝世) - 格雷格·坎普 – 吉他、背景和聲 (1994–2008、2009–2011、2014、2018-2019) - Leroy Miller – 吉他、背景和聲 (2008–2009) - Mike Krompass – 吉他、背景和聲 (2012) - Sean Hurwitz – 吉他、背景和聲 (2011–2012、2012–2016) - Kevin Coleman – 鼓、打擊樂器 (1994–1999) - Michael Urbano – 鼓、打擊樂器 (1999、2000–2006、2009–2010) - Mitch Marine – 鼓、打擊樂器 (1999–2000、2006、2007–2009、2010) - Jason Sutter – 鼓、打擊樂器、背景和聲 (2006–2007、2011、2013–2016) - Charlie Paxson – 鼓、打擊樂器、背景和聲 (2011、2012–2013) - Mark Cervantes – 打擊樂器、特雷門、背景和聲 (1999–2008) |

## 作品列表
| - 《Fush Yu Mang》（1997年7月8日） - 《Astro Lounge》（1999年6月8日） - 《Smash Mouth》（2001年11月27日） - 《Get the Picture?》（2003年8月5日） - 《The Gift of Rock》（2005年12月1日） - 《Summer Girl》（2006年9月19日） - 《Magic》（2012年9月4日） | - 《The East Bay Sessions》（1999年11月8日） - 《All Star Smash Hits》（2005年8月23日） - 《ICON》（2014年9月9日） - 《Playlist: The Very Best of Smash Mouth》（2016年5月27日） |

## 外部連結
- 官方网站